# John Stenhouse
John Stenhouse FRS FRSE FIC FCS (Glásgua, 21 de outubro de 1809 — Londres, 31 de dezembro de 1880) foi um químico escocês.
Inventou em 1854 um dos primeiros respiradores artificiais